# M大道車站
M大道車站（英語：Avenue M station），曾稱「南格林菲爾德」（英語：South Greenfield station）、「埃爾姆大道」（英語：Elm Avenue station），是紐約地鐵BMT布萊頓線的一個慢車地鐵站，位於布魯克林米德伍德介乎東15街及東16街之間的M大道，設有Q線（任何時候停站）列車服務。

## 車站結構
| 月台層 | 側式月台 | 側式月台                             |
| 月台層 | 北行慢車 | ← 往96街 (J大道)                     |
| 月台層 | 北行快車 | ← 不停靠                             |
| 月台層 | 南行快車 | → 不停靠 →                           |
| 月台層 | 南行慢車 | → 往康尼島-斯提威爾大道 (金斯公路) → |
| 月台層 | 側式月台 |                                      |
| G      | 街道層   | 出入口、閘機、MetroCard自動售票機    |

此站位於地壘上，M大道車站設有兩個側式月台和四條軌道。兩條中央軌道只在平日B線快速列車營運時使用。

## 外部連結
维基共享资源上的相關多媒體資源：M大道車站
- nycsubway.org—BMT Brighton Line: Avenue M
- Station Reporter — Q Train
- The Subway Nut — Avenue M Pictures（页面存档备份，存于）
- Avenue M entrance from Google Maps Street View（页面存档备份，存于）
- Platforms from Google Maps Street View